# Салман ел Фараџ
Салман Мохамад ел Фараџ (арап. سلمان محمد الفرج, романизовано Salman Mohammed Al-Faraj; Медина, 1. август 1989) професионални је саудијски фудбалер који игра у средини терена на позицији централног везног играча.

## Клупска каријера
Целокупну професионалну каријеру провео је у редовима екипе Ал Хилала из Ријада за чији први тим је дебитовао у саудијској лиги 20. децембра 2008. године. 

## Репрезентативна каријера
За сениорску репрезентацију Саудијске Арабије дебитовао је 14. октобра 2012. у пријатељској утакмици са селекцијом Конга коју су Саудијци добили резултатом 3:2. Први погодак у националном дресу постигао је у квалификационој утакмици за СП 2018. играној 3. септембра 2015. против селекције Источног Тимора. 
Био је део националног тима и на Светском првенству 2018. у Русији где је одиграо све три утакмице групе А против Русије, Уругваја и Египта. У утакмици последњег кола групне фазе против Уругваја постигао је изједначујући гол из пенала, а селекција Саудијске Арабије је касније добила тај сусрет резултатом 2:1.

## Успеси и признања
ФК Ал Хилал
- Првенство С. Арабије (8): 2009/10, 2010/11, 2016/17, 2017/18, 2019/20, 2020/21, 2021/22, 2023/24.
- Куп престолонаследника (6): 2008/09, 2009/10, 2010/11, 2011/12, 2012/13, 2015/16.
- Саудијски куп (3): 2014/15, 2016/17, 2019/20.
- Саудијски суперкуп (3): 2015, 2018, 2021.
- АФК Лига шампиона (2): 2019, 2021.